# Tirich Mir
Tirich Mir är ett berg i norra Pakistan. Det är den högsta toppen i bergskedjan Hindukush, och når 7 708 meter över havet.
Tirich Mir bestegs första gången 1950, då en norsk expedition nådde toppen. Expeditionen leddes av Arne Næss, professor i filosofi vid Universitetet i Oslo. I expeditionen ingick även P. Kvernberg och H. Berg.
Att nå toppen är förknippat med höga risker och genom åren har bestigning av Tirich Mir krävt åtskilliga liv.